# Ред Лејк (Онтарио)
Ред Лејк (енгл. Red Lake) је општина у Канади у покрајини Онтарио. Према резултатима пописа 2011. у општини је живело 4.366 становника.

## Становништво
Према резултатима пописа становништва из 2011. у граду је живело 4.366 становника, што је за 3,5% мање у односу на попис из 2006. када је регистровано 4.526 житеља.
| 2006. | 2011. |
| ----- | ----- |
| 4.526 | 4.366 |